# Acanthochelys
Acanthochelys – rodzaj żółwi z rodziny matamatowatych (Chelidae).

## Zasięg występowania
Rodzaj obejmuje gatunki występujące w Ameryce Południowej (Brazylia, Boliwia, Paragwaj, Argentyna i Urugwaj).

## Systematyka

### Etymologia
Acanthochelys: gr. ακανθα akantha „cierń, kolec”, od ακη akē „punkt”; εμυς emus, εμυδος emudos „żółw wodny”.

### Podział systematyczny
Do rodzaju należą następujące gatunki: 
- Acanthochelys macrocephala (Rhodin, Mittermeier & McMorris, 1984)
- Acanthochelys pallidipectoris (Freiberg, 1945)
- Acanthochelys radiolata (Mikan, 1820)
- Acanthochelys spixii (A.M.C. Duméril & Bibron, 1835)